# Kiefern-Steinpilz
Der Kiefern- oder Rothütige Steinpilz (Boletus pinophilus) ist ein Ständerpilz aus der Gattung Dickröhrlinge.

## Merkmale

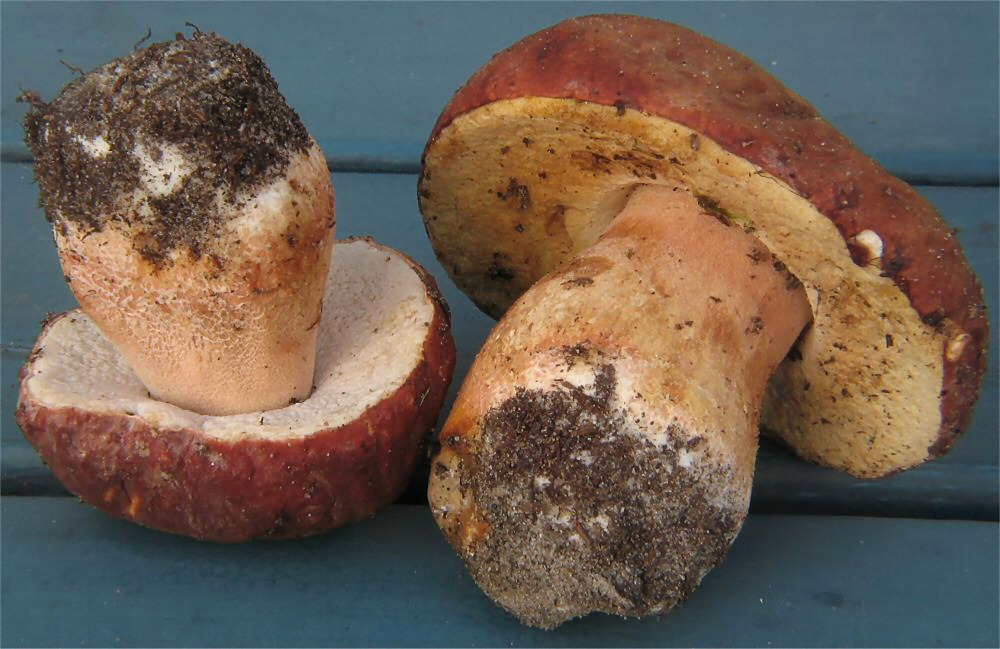
Der Kiefern-Steinpilz besitzt einen rotbraunen Hut mit einer jung runzeligen Oberflächenstruktur.

Der Kiefern-Steinpilz bildet große Fruchtkörper mit Hutdurchmessern von 8–25, in Ausnahmefällen bis 30 cm sowie 4–12 cm langen, 2–6 cm dicken Stielen. Der Hut ist halbkugelig bis polsterförmig und bleibt auch bei alten Exemplaren meist stark gewölbt, seine Farbe reicht von dunkel braunrot bis purpurrot, die Randzone ist glatt und wellig-runzelig, selten weiß. Die Röhren sind anfangs weiß und werden bei zunehmender Reife schnell gelb und später grüngelb. Der dicke, bauchige Stiel ist nuss- bis rötlichbraun, längsfaserig, das den Stiel bedeckende feine Netz ist an der Stielspitze weißlich, darunter hellbräunlich.
Das Fleisch ist weiß, unter der Hutoberseite gelegentlich weinrötlich, bei Bruch oder im Anschnitt nicht verfärbend und ohne besonderen Geruch.

## Ökologie

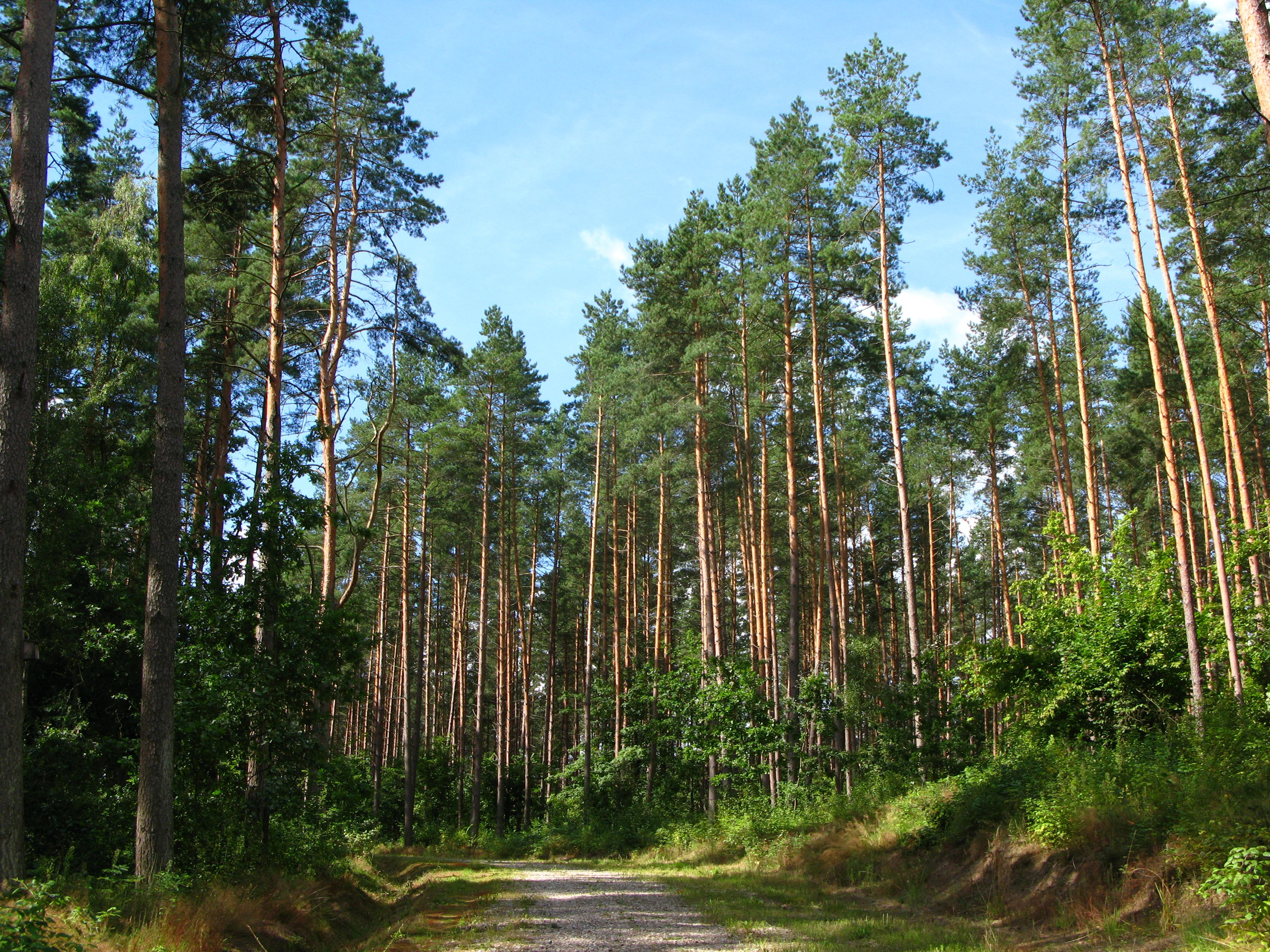
Ein typisches Habitat des Kiefern-Steinpilzes sind Kiefernwälder auf armen und sauren bis neutralen Böden.

Wie alle Arten der Gattung Boletus ist der Kiefern-Steinpilz ein Mykorrhiza-Pilz. In der Regel ist er mit Kiefern vergesellschaftet, sehr selten werden auch Funde unter Fichten gemeldet. Er besiedelt Kiefernwälder oder Wälder, in denen Kiefern eingestreut sind, er benötigt nährstoffarme, saure bis neutrale, sandige, trockene bis mäßig frische Böden. Auch wenn einzelne Exemplare schon relativ früh im Jahr (ab Juni) gefunden werden können, liegt die Hauptfruktifikationszeit im frühen Herbst.

## Verbreitung
Der Kiefern-Steinpilz ist von mediterranen bis borealen Gebieten verbreitet und wird in Europa, Sibirien und Nordamerika gefunden, in Mexiko wurde die Art eingeschleppt. Ob die Funde aus Nordafrika zu einer verwandten Art gehören, ist unklar. In Europa ist die Art vom Süden bis Finnland verbreitet, die Hauptverbreitungsgebiete liegen im Süden.

### Naturschutzaspekte
Als Art der Kiefernwälder ist der Kiefern-Steinpilz momentan offenbar nicht bedroht, obwohl er nur verstreut vorkommt, potentiell kann der Eintrag von Stickstoffverbindungen in die Wälder die Art gefährden. Wie alle Angehörigen der Gattung Dickröhrlinge steht die Art in Deutschland unter Naturschutz und darf nur in kleinen Mengen für den eigenen Bedarf gesammelt werden.

## Bedeutung
Der Kiefern-Steinpilz ist ein beliebter Speisepilz.